# Вигасин, Алексей Алексеевич
Алексе́й Алексе́евич Вига́син (род. 20 сентября 1946, Москва) — советский и российский востоковед, индолог, санскритолог. Доктор исторических наук (1995), профессор (1998), заслуженный профессор Московского университета (2005).

## Биография
Окончил исторический факультет МГУ (1969). В 1975 году там же защитил диссертацию на соискание учёной степени кандидата исторических наук по теме «Артхашастра и дхармашастра: (Источниковедческие проблемы)» (специальности 07.00.00 — «история и археология» и 07.00.03 — «всеобщая история (соответствующего периода)»). В 1995 году в Институте востоковедения РАН защитил диссертацию на соискание учёной степени доктора исторических наук по теме «Основные черты социальной структуры Древней Индии» (07.00.03 — «всеобщая история (соответствующего периода)»). Читал лекционные курсы в МГУ и РГГУ (история Древнего Востока, история Индии, источниковедение и историография), спецкурсы по индийской культуре и праву, также преподавал античную историю и санскрит.
C 1969 по 1995 год преподавал на кафедре истории древнего мира МГУ им. М. А. Ломоносова.
Профессор Института стран Азии и Африки при МГУ имени М. В. Ломоносова (с 1998). Заведующий кафедрой истории Южной Азии (2000—2016) Института стран Азии и Африки. Заслуженный профессор Московского университета (2005).
В прошлом — член Вольного исторического общества.
Сфера научных интересов: источниковедение, история индологии, социально-политическая история Древней Индии.
Опубликовал более 100 работ на русском, английском, немецком и других языках. Автор учебников по истории Древнего Востока для вузов и истории древнего мира для средних общеобразовательных школ. Один из авторов «Большой российской энциклопедии».
Являлся одним из самых близких друзей Александра Леонидовича Смышляева.

## Избранные труды
- В соавт. с: Самозванцев А. М. Артхашастра: Проблемы социальной структуры и права / Акад. наук СССР, Ин-т востоковедения. — М.: Наука, Гл. ред. вост. лит., 1984. — 253, [2] с.
- В соавт. с: Бонгард-Левин Г. М. The Image of India: The Study of Ancient Indian Civilization in the USSR / G. Bongard-Levin and A. Vigasin. — M.: Progress Publishers, 1984. — 270 p. (англ.)
- В соавт. с: Самозванцев А. М. Society, State and Law in Ancient India / A. Vigasin and A. M. Samozvantsev. — New Delhi: Sterling Publishers, 1986. — 238 p. — ISBN 978-0-7465-0008-8 (англ.)
- История отечественного востоковедения с середины XIX века до 1917 года. М., 1997 (совм. с. П. М. Шаститко и А. Н. Хохловым).
- В соавт. с: Бонгард-Левин Г. М., Бухарин М. Д. Индия и античный мир / Рос. акад. наук. Ин-т востоковедения. Центр сравнит. изучения древ. цивилизаций, Моск. гос. ун-т им. М. В. Ломоносова. Ин-т стран Азии и Африки. — М.: Восточная литература, 2002. — 357, [2] c. — ISBN 978-5-02-018254-7
- Индия в ведийский период (гл. 2) // История Древнего Востока: От ранних государственных образований до древних империй / Под ред. А. В. Седова. — М.: Восточная литература, 2004 (История древнего Востока / Рос. акад. наук, Ин-т востоковедения). — С. 97—152. — ISBN 5-02-018388-1
- Арии : [арх. 17 октября 2022] / Вигасин А. А. // Анкилоз — Банка. — М. : Большая российская энциклопедия, 2005. — С. 209. — (Большая российская энциклопедия : [в 35 т.] / гл. ред. Ю. С. Осипов ; 2004—2017, т. 2). — ISBN 5-85270-330-3.
- Асуры / Вигасин А. А. // Анкилоз — Банка [Электронный ресурс]. — 2005. — С. 429. — (Большая российская энциклопедия : [в 35 т.] / гл. ред. Ю. С. Осипов ; 2004—2017, т. 2). — ISBN 5-85270-330-3.
- Древняя Индия: от источника к истории / Московский гос. ун-т им. М. В. Ломоносова, Ин-т стран Азии и Африки. — М.: Восточная литература, 2007. — 388 с.: ил., к., табл. — ISBN 978-5-02-018554-8
- Изучение Индии в России: (очерки и материалы) / Московский гос. ун-т им. М. В. Ломоносова, Ин-т стран Азии и Африки. — М.: Степаненко, 2008. — 537, [6] с.: ил., портр., факс. — ISBN 978-5-901882-15-3
- Индия : [арх. 30 ноября 2022] / Г. В. Сдасюк (Общие сведения, Население, Хозяйство), Б. А. Страшун (Государственный строй), Н. Н. Алексеева (Природа), Н. А. Божко (Природа: геологическое строение и полезные ископаемые), А. Я. Щетенко (Исторический очерк: археология), А. А. Вигасин (Исторический очерк: древность), Л. Б. Алаев (Исторический очерк: средние века, Новое время), А. Л. Сафронова (Исторический очерк: с 1914), А. С. Бугров (Хозяйство), В. В. Горбачёв (Вооружённые силы), В. С. Нечаев (Здравоохранение), В. И. Линдер (Спорт), В. К. Шохин (Философия), С. Д. Серебряный (Литература), А. А. Короцкая (Изобразительное искусство и архитектура), А. Я. Щетенко (Изобразительное искусство и архитектура: древнейший период), Е. М. Гороховик (Музыка), Н. Р. Лидова (Театр. Танец), Ю. Ф. Корчагов (Кино) // Излучение плазмы — Исламский фронт спасения [Электронный ресурс]. — 2008. — С. 246—272. — (Большая российская энциклопедия : [в 35 т.] / гл. ред. Ю. С. Осипов ; 2004—2017, т. 11). — ISBN 978-5-85270-342-2.
- В соавт. с: Никольская К. Д. и др. История и культура Древнего Востока: энциклопедический словарь / Отв. ред. А. А. Вигасин. — М.: РОССПЭН, 2008. — 431 с.: ил., цв. ил., к. — ISBN 978-5-8243-0865-5 (в пер.)
- Иван Павлович Минаев в его дневниках и письмах // Минаевские чтения: материалы научной конференции (Тамбов, 25 ноября 2009 г.). — Тамбов: Издательский дом ТГУ им. Г. Р. Державина, 2010. — 229 с. — ISBN 978-5-89016-590-9
- Работы разных лет. — М.: Степаненко А. Ю., 2012. — 316 с. — ISBN 978-5-901882-44-3
- Цари и боги древней Индии // Ya evam veda… Кто так знает… Памяти Владимира Николаевича Романова. — М.: Изд-во РГГУ, 2016 (Orientalia et Classica: Труды Института восточных культур и античности. — Вып. LXI). — С. 53—73. — ISBN 978-5-7281-1777-3
- Автор множества статей в научных изданиях, включая «Вестник древней истории»[5].

### Переводы
- Камандака. Нитисара IV 7, 1: Идеальные элементы государства // Индия в литературных памятниках III—VII веков / Сост. Е. М. Медведев. — М.: Издательство МГУ, 1984. — 168 с.
- Матсья-пурана (Отрывки) // История и культура Древней Индии: Тексты / Сост. А. А. Вигасин. — М.: Издательство МГУ, 1990. — 352 с. — ISBN 5-211-00271-7
- Дхармашастра Нарады / Пер. в соавт. с: Самозванцев А. М. — М.: Восточная литература, 1998. — 256 с. — ISBN 5-02-018025-4
- Артхашастра Каутильи, Ману-смрити, Нарада-смрити, Вишну-смрити, Брихаспати-смрити, Катьяяна-смрити, Виджнанешвара «Митакшара» // Антология мировой правовой мысли. — В 5 т. — Т. 1: Античный мир и Восточные цивилизации. — М.: Мысль, 1999. — ISBN 5-244-00936-2, — ISBN 5-244-00935-4

### Учебные издания для вузов
- В соавт. с: Дандамаев М. А., Крюков М. В. и др. История Древнего Востока: учебник для студентов вузов, обучающихся по направлению и специальности «История» / Под ред. В. И. Кузищина. — 3-е изд., перераб. и доп. — М.: Высшая школа, 1999. — 462 с.: ил. — ISBN 5-06-003438-0 (Первое изд. — М.: Высшая школа, 1979)
- В соавт. с: Дандамаев М. А., Крюков М. В. и др. История Древнего Востока / Под ред. В. И. Кузищина. — Стереотипное переизд. — М.: Высшая школа, 2005 (Серия: Классический университетский учебник). — 462 с.: ил. — ISBN 5-06-003438-0 ; М.: Высшая школа, 2007. — ISBN 978-5-06-003438-7
- История Древнего Востока. — 2-е изд., исправл. — М.: Дрофа, 2007. — 224 с. — ISBN 978-5-358-03270-5
- История Древнего Востока: Материалы по историографии / Под ред. В. И. Кузищина, А. А. Вигасина. — М.: Изд-во МГУ, 1991. — 198,[2] с. — ISBN 5-211-01353-9
- История древнего Востока: Тексты и документы: [Хрестоматия] / Вигасин А. А., Дандамаев М. А., Кузищин В. И..и др. — М.: Высшая школа, 2002. — 719 с. — ISBN 5-06-003756-8.
- В соавт. с: Алаев Л. Б., Сафронова А. Л. История Индии: учебник для вузов. — М.: Дрофа, 2010. — 541 с. — ISBN 978-5-358-04667-2
- В соавт. с: Дандамаев М. А., Кузищин В. И., Александров Б. Е. и др. Историография истории Древнего Востока. — В 2 томах. — М.: Высшая школа, 2008—2009. — 719+416 с. — ISBN 978-5-06-005240-4 — ISBN 978-5-06-005592-4
- В соавт. с: Берлев О. Д., Гиоргадзе Г. Г. и др. Источниковедение истории Древнего Востока: Учебник для вузов по специальности «История» / Под ред. В. И. Кузищина. — М.: Высшая школа, 1984. — 392 с.
- Хрестоматия по истории Древнего Востока: Пер. с древнеегипет., шумер., аккад., хет., древнеевр., авестийс., древнеперсид., санскрита, пракритов, пали, древнекит., греч. и латин. / Моск. гос. ун-т им. М. В. Ломоносова, Ин-т мировой культуры; Сост. и коммент. А. А. Вигасина. — М.: Восточная литература, 1997. — 399,[1] с. : ил. — ISBN 5-02-017942-6 (В пер.)

### Учебники для школ
- В соавт. с: Александрова Н. В., Буданова В. П., Чубарьян А. О. и др. Древний мир: Книга для чтения по истории / РАН; ГУГН; Научно-образовательный центр по истории. — М.: АСТ: Астрель: Транзиткнига, 2006. — 584 с. — ISBN 5-17-032824-9 — ISBN 5-271-13151-3
- В соавт. с: Александрова Н. В., Буданова В. П., Трухина Н. Н., Чаплыгина Н. А. и др. История древнего мира: Книга для чтения: 5 класс. — М.: Эксмо-Пресс, 1999. — 624 с. — ISBN 5-04-003641-8
- В соавт. с: Самозванцева А. С. История древнего мира: Первобытность. Древний Восток: Эксперим. учеб. для 6-го кл. сред. учеб. заведений. — М.: Мирос, 1992. — 111 с. — ISBN 5-7084-0013-7
- В соавт. с: Самозванцева А. С., Трухина Н. Н. История древнего мира: Первобытность. Древний Восток. Древняя Греция. Древний Рим: Учебник для 5—6 классов общеобразовательной школы. — М.: Русское слово, 1997. — 400 с.: ил. — ISBN 5-7233-0218-3
- В соавт. с: Годер Г. И., Свенцицкая И. С. Всеобщая история: История Древнего мира: 5 класс: учебник для общеобразовательных организаций. — 8-е изд. — М.: Просвещение, 2018. — 302 с. — ISBN 978-5-09-052388-2 — ISBN 978-5-09-057236-1 (Первое издание — М. : Просвещение, 1993)
- В соавт. с: Соколова Л. А., Артёмов В. В. Всеобщая история. История Древнего мира: 5-й класс: Тетрадь для проектов и творческих работ. — 3-е изд. — М.: Просвещение, 2018. — 80 с. — ISBN 978-5-09-057281-1 — ISBN 978-5-09-050252-8 (Первое издание — М.: Просвещение, 2016)
- В соавт. с: Годер Г. И., Ртищева Г. А. История средних веков: 6: учебник для 6 класса общеобразовательных учреждений. — 2-е изд. — М.: Просвещение, 2007. — 287 с. — ISBN 978-5-09-017273-8 (Первое издание — М. : Просвещение, 2006)

## Награды
- Почётная грамота Президента Российской Федерации (5 января 2025 года) — за заслуги в подготовке высококвалифицированных специалистов, научно-педагогической деятельности и многолетнюю добросовестную работу[6].